# إم. ريكرت
إم. ريكرت (بالإنجليزية: M. Rickert)‏ (11 ديسمبر 1959، بورت واشنطن في الولايات المتحدة)؛ كاتِبة وروائية أمريكية.